# 1612
Cette page concerne l'année 1612  du calendrier grégorien.
L'année 1612 est une année bissextile qui commence un dimanche.

## Événements
- Printemps :
  - le pirate Peter Easton construit un fort à Harbour Grace (péninsule d'Avalon, Terre-Neuve) ; après avoir réparé ses bateaux et pillé les pêcheries pour s'approvisionner en hommes et en ravitaillement, il quitte Harbour Grace le 17 juillet et écume l’Atlantique[1].
  - John Rolfe, futur époux de Pocahontas, rebaptisée Rébecca, introduit la culture du tabac en Virginie[2].
- 6 août, France équinoxiale : au Brésil, Daniel de la Touche, seigneur de la Ravardière, Nicolas de Harley et François de Razilly arrivent au port de Javiré sur l'île de Maranhão avec la flotte française composée de trois bâtiments (la Régente, la Charlotte et la Sainte-Anne) et commencent la construction d'un fort, auquel ils donneront le nom de Saint-Louis (São Luis), en l'honneur du roi de France Louis IX[3] (8 septembre[4]). Autour de ce fort se créera la ville de Saint-Louis de Maranhão (aujourd'hui São Luis do Maranhão, classée sur la Liste du patrimoine mondial par l'Unesco). Les Français obtiennent facilement l’alliance des Indiens. Il doit abandonner la ville aux Portugais de Jerônimo de Albuquerque (pt) en 1614 et est emprisonné à Belém, au Portugal.
- 15 août : Thomas Button atteint l'embouchure du fleuve Nelson où il passe l’hiver[5]. Il explore la côte ouest de la baie d'Hudson et en conclut qu’elle est fermée à l’ouest.
- 11 octobre, Afrique  : Mahmoud Lonko, dernier pacha du Soudan nommé régulièrement par le sultan du Maroc, est déposé par le caïd Ali ben Abdallah[6]. Celui-ci se maintient quelques années au pouvoir, mais ni lui ni ses successeurs ne peuvent empêcher la décadence du pachalik, où de 1620 à 1750, 155 pachas se succèdent au pouvoir.
- 15 octobre : Samuel de Champlain devient lieutenant du vice-roi en Nouvelle-France[7].

- Traité d'Asebu. Les Hollandais établissent un poste de commerce permanent à Fort Nassau (Mori), leur premier établissement en Côte de l'Or[8].

### Asie
- 12 mars : Jahangir écrase la révolte des Afghans du Bengale qui se rallient à l’Empire moghol[9].
- 10 mai : Khurram, le futur Shâh Jahân épouse Arjumand Bânu Begam[10].
- 13 juin : les missionnaires chrétiens sont bannis du Japon[11].
- 20 novembre : paix signée à Istanbul entre l'empire ottoman et la Perse séfévide, négociée par le vizir ottoman Nasûh Pasha[12]. La frontière est établie à la ligne du traité d'Amasya de 1555 ; les Perses s'engagent à livrer 200 charges (yûks) de soie.
- 29 et 30 novembre : bataille de Swally[13] ; Les Anglais mettent en déroute une flotte portugaise au large du Gujerat. La Compagnie anglaise des Indes orientales installe le premier comptoir commercial en Inde, à Surat.

- Raja Oedyar fonde le royaume de Mysore[14].

- Le servage est officiellement aboli par décret au Japon (1612 et 1619)[15]. Il subsistera cependant.

### Europe
- 6 janvier :  Axel Gustafsson comte Oxenstierna (1583-1654), devient chancelier de Suède[16]. Axel Oxenstierna, conseiller de Gustave II Adolphe de Suède, rétablira la situation critique dans laquelle Charles IX avait laissé la Suède.
- 29 janvier : annonce officielle des fiançailles de Louis XIII avec Anne d'Autriche et de celles d’Élisabeth, sœur du roi avec Philippe, prince des Asturies[17].

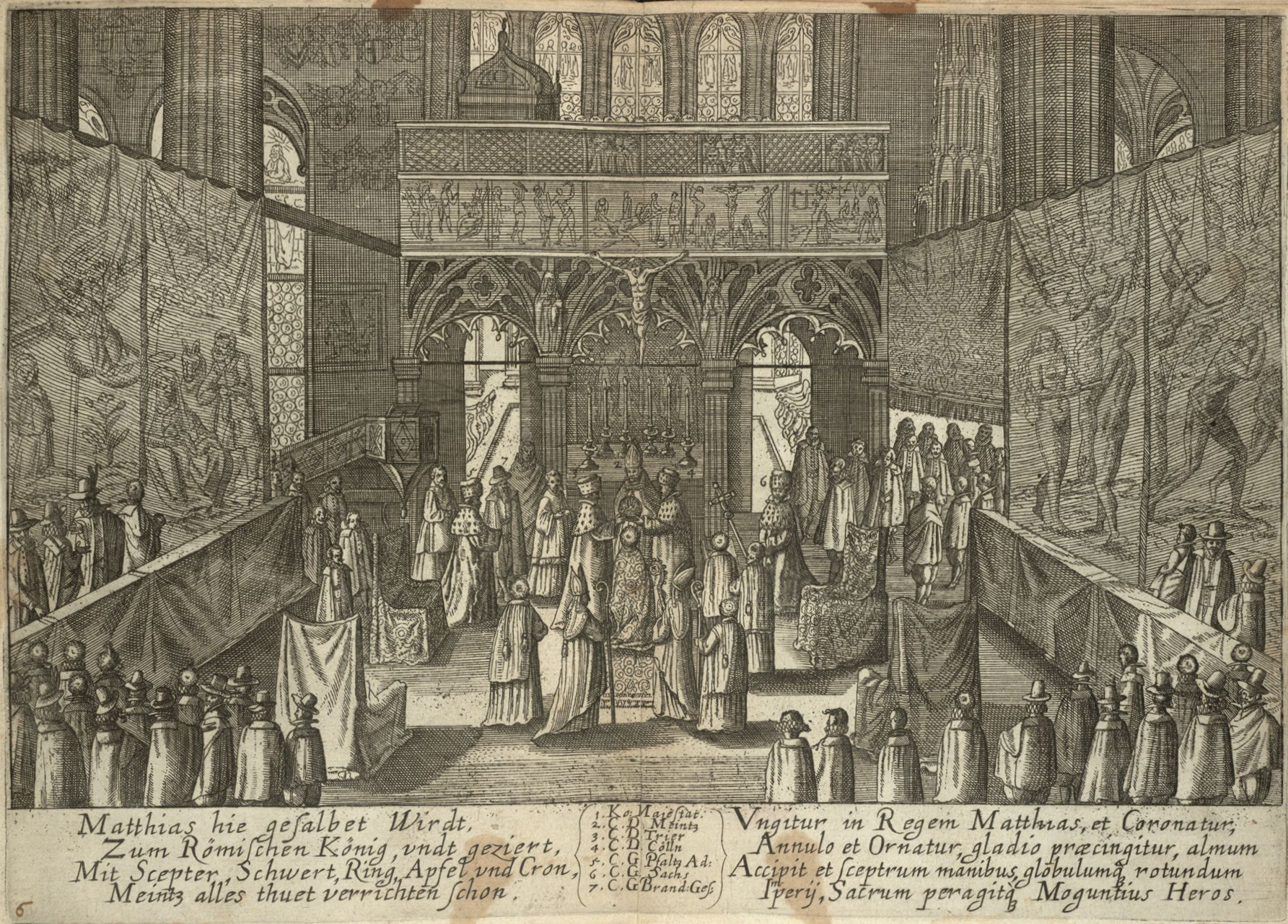
24 juin : couronnement de Matthias Ier du Saint-Empire. Tenant de la Contre-Réforme, il transfère sa résidence de Prague à Vienne et s’efforce de remettre de l’ordre en Bohême, pays au bord de la révolte. Il profite de la mort de ses oncles et cousins pour rétablir une autorité unique sur les territoires habsbourgeois. Melchior Klesl, directeur du conseil privé de l'empereur depuis 1611, est favorable au compromis politique avec les Protestants.

- 13 juin : Mathias Ier est élu empereur romain germanique à Francfort (fin de règne en 1619)[18].
- 20 août : exécution des sorcières de Pendle à Lancaster, en Angleterre[20].
- 22 août : signature à Madrid du contrat de mariage entre Louis XIII et Anne d'Autriche[21].
- 26 août, guerre de Kalmar : trois cents mercenaires écossais partis rejoindre les forces suédoises à Elfsborg sont massacrés par une milice paysanne norvégienne à Kringen, près de Gudbrandsdal[22].

- Fin octobre/début novembre : Timothée II devient patriarche de Constantinople (fin en 1620)[23].
- 7 novembre : le Sénat de Hambourg entérine l’installation des marranes portugais dans la ville[24].
- 22 décembre : La mort de François IV de Mantoue entraine la première guerre du Montferrat entre la Savoie et l'Espagne (1613-1617)[25].

- Le cordonnier Jakob Böhme écrit L’Aurore à son lever, dans lequel il raconte ses apparitions. Le livre est publié sous le nom de Aurora, condamné par les autorités civiles et religieuses de Görlitz (Saxe). Böhme doit s’exiler à Dresde. Disculpé de l’accusation d’hérésie, il rentre à Görlitz[26].
- Création du ghetto de Mantoue. Après ceux de Venise (1516), Rome (1555), tous les Juifs de Toscane (1571), Padoue (1603), Vérone (1602) et Mantoue vivent dans des ghettos[27].

#### Russie

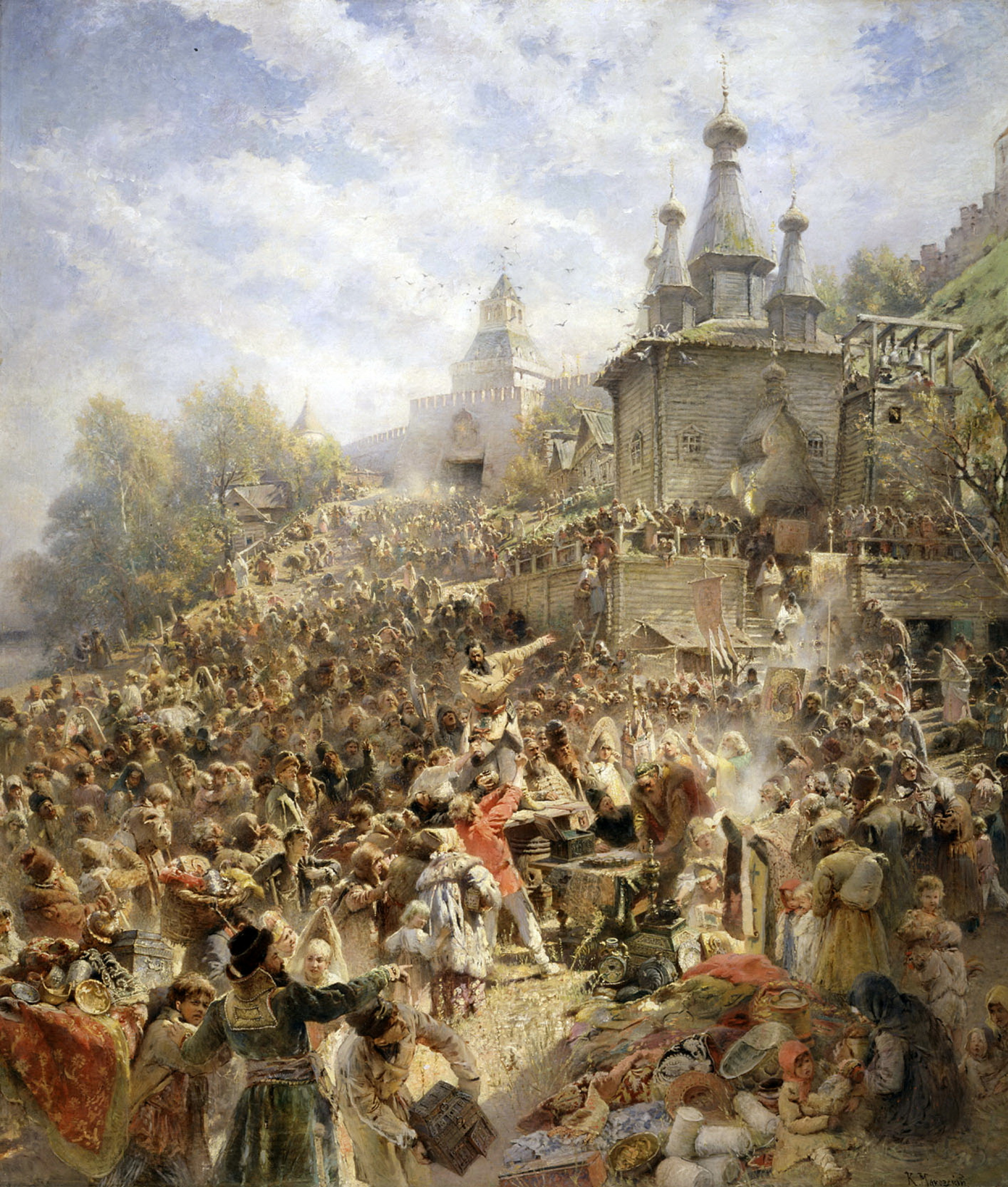
Proclamation de Kouzma Minine à Nijni Novgorod, peinture de Konstantin Makovsky, 1896

- 16 janvier : mutineries dans la garnison polonaise de Moscou[28].
- 2 mars : le troisième faux Dimitri est proclamé tsar par les cosaques[29]. En mars, les troupes rassemblées par Minine et Pojarski marchent de Nijni Novgorod vers Iaroslavl contre les Polonais et leurs alliés cosaques. Pojarski négocie en même temps avec la garnison suédoise du général de la Gardie, stationnée à Novgorod[30].
- 21 - 24 août : Pojarski disperse les bandes du faux Dimitri et assiège Moscou[31].
- 22 octobre : libération de Kitaï-gorod[31].
- 26 octobre : la garnison polonaise, assiégée dans le Kremlin, se rend[32]. Pojarski installe un gouvernement provisoire et convoque un zemski sobor. Le métropolite Cyrille de Rostov remplace le patriarche Hermogène prisonnier et préside le gouvernement provisoire.

## Naissances en 1612
- 13 février : Paul Chomedey de Maisonneuve fondateur de Montréal († 9 septembre 1676).

- 12 avril : Simone Cantarini, peintre et graveur baroque italien de l'école bolonaise († 1648).

- 14 juin : Franz Stypmann, professeur de droit allemand († 26 février 1650).

- 1er septembre : Nicolas Chorier, avocat à Vienne, puis procureur du Roi à Grenoble, historien et littérateur libertin († 14 août 1692).

- 15 octobre : Isaac de Benserade, auteur dramatique et poète de cour, membre de l'Académie française en 1674 († 19 octobre ou 5 novembre 1691).
- 19 octobre : Nicolas Chaperon,  peintre, dessinateur et graveur français († 1656).

- 17 novembre :
  - Pierre Mignard, peintre français († 30 mai 1695).
  - Frans Post, peintre néerlandais († 17 février 1680).

- ? décembre : Benjamin Gerritsz Cuyp, peintre néerlandais († 28 août 1652).

- Date précise inconnue :
  - Richemont-Banchereau, jurisconsulte et auteur dramatique français, à Saumur.
  - Zhou Lianggong, peintre chinois († 1672).

- Vers 1612 :
- Gerrit Willemsz Horst, peintre néerlandais († 1652).

## Décès en 1612
- 1er janvier : Antonio Archilei, chanteur, compositeur et luthiste italien (° 12 mars 1543).
- 4 janvier : Hendrik Laurenszoon Spiegel, poète et prosateur néerlandais (° 11 mars 1549).
- 12 janvier : Charles III de Croÿ, prince de Chimay, comte de Beaumont, de Seninghem, de Porcéan, seigneur d'Halluin et de Comines, vicomte de Nieuport (° 1er juillet 1560).
- 20 janvier : Rodolphe II, empereur du Saint-Empire et roi de Bohème (° 18 juillet 1552).
- 24 janvier : Honoré du Laurens, archevêque d'Embrun (° 7 mars 1554).

- 4 février : Joseph de Leonessa, prêtre capucin, prédicateur et missionnaire italien (° 8 janvier 1556).
- 11 février : Antonio Persio, philosophe et prêtre italien (° 1542).
- 12 février :
  - Christophorus Clavius (Cristoph Klau), mathématicien jésuite allemand (° 25 mars 1538).
  - Jodocus Hondius, graveur et cartographe flamand (° 17 octobre 1563).
- 17 février : Ernest de Bavière, homme religieux et politique du Saint-Empire romain germanique (° 17 décembre 1554).
- 18 février : Vincent Ier de Mantoue, noble italien, duc de Mantoue et de Montferrat (° 21 septembre 1562).
- 21 février : Christian Barnekow, diplomate danois (° 24 janvier 1556).
- 22 février : García Guerra, Archevêque de Mexico et vice-roi de Nouvelle-Espagne (° vers 1547).
- 27 février : Kamei Korenori, daimyo de l'époque Azuchi Momoyama et du tout début de l'époque d'Edo (° 1557).

- 12 mars : Lorenzo Bianchetti, cardinal italien (° 12 septembre 1545).
- 28 mars : Geoffroy de Billy, évêque-duc de Laon et pair ecclésiastique de France (° 1536).
- ? mars : Philippe Galle, graveur flamand (° 1537).

- 5 avril : Diana Scultori Ghisi, graveuse maniériste italienne (° 1547).
- 8 avril : Anne-Catherine de Brandebourg, princesse de Brandebourg devenue reine consort de Danemark-Norvège (° 26 juin 1575).
- 19 avril : Anne de Pérusse des Cars, cardinal français (° 29 mars 1546).
- 26 avril : Claude de Bellièvre, homme d’Église français, archevêque de Lyon (° 1576).

- 14 mai : Patricio Caxés, peintre de cour italien (° vers 1544).
- 19 mai :
  - Gregorio Petrocchini, cardinal italien (° 1535).
  - Satake Yoshishige, daimyo de l'époque Sengoku (° 7 mars 1547).
  - Pio Torelli, comte de Montechiarugolo, d'une moitié de Coenzo, patricien milanais, patricien de Mantoue, Pavie et Parme (° 1578).
- 24 mai : Robert Cecil 1er comte de Salisbury, homme politique anglais (° 1er juin 1563).

- 5 juin : Arima Harunobu, samouraï japonais (° 1567).
- 7 juin : Konoe Sakihisa, fils du régent Taneie, kuge (noble de cour) du Japon (° 1536).
- 8 juin : Hans Leo Hassler, compositeur et organiste allemand (° 26 octobre 1564).
- 26 juin : Roger Manners, 5e comte de Rutland (° 6 octobre 1576).

- 16 juillet : Leonardo Donato, 90e doge de Venise (° 12 février 1536).
- 21 juillet : Edward Seymour, Lord Beauchamp, de Trappe, prétendant au trône d'Angleterre (° 21 septembre 1561).
- 29 juillet : Jacques Bongars, diplomate, historien et philologue français (° 1554).

- 3 août : John Bond, philologue, médecin et homme politique britannique (° 1550).
- 9 août : Philippe-Louis II de Hanau-Münzenberg, comte de Hanau (° 18 novembre 1576).
- 12 août : Giovanni Gabrieli, compositeur et organiste italien (° 1557).
- 20 août : Naitō Nobunari, samouraï de la période Sengoku et du début de l'époque d'Edo au service du clan Tokugawa; il devient plus tard daimyo (° 13 juin 1545).
- 28 août : 
  - Giovanni Battista Bolognini, peintre baroque et graveur italien (ou en 1611)  († 1668)[33].
  - John Smyth, pasteur anglais anglican, baptiste, puis mennonite (° 1570).
- 3 septembre : Isabel Barreto, exploratrice et navigatrice espagnole (° 1568).
- 9 septembre : Nakagawa Hidenari, daimyo de l'époque Azuchi Momoyama et du début de l'époque d'Edo de l'histoire du Japon (° 1570).
- 12 septembre : Vassili IV Chouiski, tsar de russie (° 22 septembre 1552).
- 13 septembre : Karin Månsdotter, reine de Suède-Finlande (° 15 novembre 1550).
- 27 septembre : Piotr Skarga, jésuite réformateur polonais (° 2 février 1536).
- 28 septembre : : Ernst Soner, médecin, naturopathe et socinianiste allemand (° décembre 1572).
- 30 septembre[34] : Federico Barocci, peintre maniériste italien (° 1528).
- Septembre: Giovanni Bardi, écrivain, compositeur et critique d'art italien (° 5 février 1534).

- 4 octobre :
  - Cesare Aretusi, peintre portraitiste italien († 1er septembre 1549).
  - Juan de la Cueva, poète et dramaturge espagnol du Siècle d'or (° 1543)[35].
- 7 octobre : Giovanni Battista Guarini, poète et diplomate italien (° 10 décembre 1538).
- 10 octobre : Bernardino Poccetti, peintre italien de l'école florentine (° 26 août 1548).
- 12 octobre : Pierre Matthieu, écrivain, poète et dramaturge et historiographe comtois (° 10 décembre 1563).
- 26 octobre : Jean Bauhin, botaniste suisse (° 12 décembre 1541).

- 1er novembre : Charles de Bourbon-Soissons, prince de sang français des guerres de Religion (° 3 novembre 1566).
- 2 novembre : Maurice de Saxe-Lauenbourg, duc de Saxe-Lauenbourg (° 1551).
- 3 novembre : Nicolas Le Fèvre, philologue français (° 5 juin 1544).
- 7 novembre : Johann Konrad von Gemmingen, ecclésiastique et humaniste allemand, prince-évêque d'Eichstätt (° 23 octobre 1561).
- 29 novembre : Nicolas Cordier, sculpteur né dans le duché de Lorraine (° 1567).

- 5 décembre :
  - Jean Almond, prêtre catholique anglais (° 1577).
  - Ottavio Acquaviva d'Aragona, cardinal italien (° 1560).
- 22 décembre : François IV de Mantoue, noble italien, duc de Mantoue et de Montferrat (° 7 mai 1586).
- 24 décembre : Pierre Saulnier, évêque français (° vers 1548).

- Date précise inconnue :
  - Claude de Bellièvre, archevêque de Lyon (° 1578).
  - Giovanni Bizzelli, peintre maniériste italien de l'école florentine (° 1556).
  - Jacques de Cahaignes, médecin et professeur français (° 1548).
  - Honda Tadatsugu, samouraï de l'époque Azuchi Momoyama au service du clan Tokugawa (° 1547).
  - Barthélemy de Laffemas, économiste français (° 1545).
  - Jacques de La Guesle, magistrat français, procureur général du roi près le parlement de Paris (° 1557).
  - Diane de La Marck, fille du Duc de Bouillon et Seigneur de Sedan et de Château-Thierry, Robert IV de La Marck (° 16 juin 1544).
  - Thomas de Leu, graveur et éditeur d'estampes français (° 1560).
  - Pierre Motin, poète français (° 1566).
  - Charles de Montmorency-Damville, duc de Damville, amiral de France, pair de France (° 1537).
  - Giovanni Francesco Murta, prélat catholique de Corse génoise, évêque d'Aléria (° 1570).
  - Giulio Polerio, joueur d'échecs italien (° 1er janvier 1548).
  - Gerrit Pietersz Sweelink, peintre et dessinateur hollandais (° 1er novembre 1556).
  - Emanuel Sweerts, homme d'affaires néerlandais (° 1552).

- 1611 ou 1612 :
- John Gerard, botaniste anglais, célèbre pour son herbier (° 1545).